# Marea Solomon
Marea Solomon (engl. Solomon Sea) este o mare situată în Pacificul de Vest între insula Noua Guinee la nord-vest și Insulele Solomon la nord-est. In timpul celui de al doilea război mondial a fost teatrul de luptă a mai multor bătălii navale. La nord marea este legată printr-o strâmtoare de Marea Bismarck.